# Еммануїл Караліс
Еммануїл Караліс (англ. Emmanouil Karalis, грец. Εμμανουήλ Καραλής; нар. 20 жовтня 1999) — грецький легкоатлет, який спеціалізується в стрибках з жердиною.

## Спортивні досягнення
Бронзовий олімпійський призер (2024). Фіналіст (4-е місце) олімпійських змагань зі стрибків з жердиною (2021).
Бронзовий призер чемпіонату світу в приміщенні (2024). Фіналіст (5-е місце) чемпіонату світу в приміщенні (2018).
Срібний призер чемпіонату Європи (2024).
Срібний призер чемпіонату Європи в приміщенні (2023). Фіналіст (4-е місце) чемпіонату Європи в приміщенні (2019).
Срібний призер Європейських ігор (2023).
Дворазовий срібний призер чемпіонатів Європи серед молоді (2019, 2021).
Фіналіст (4-е місце) чемпіонату світу серед юніорів (2016).
Бронзовий призер чемпіонату світу серед юнаків (2015).
Чемпіон Європи серед юнаків (2016).
Чемпіон Балканських країн (2019, 2021).
Чемпіон Греції (2021, 2022, 2023, 2024). Чемпіон Греції в приміщенні (2018, 2019, 2021, 2022, 2023, 2024).